# Marchand de listes
 (octobre 2020).
Le marchand de listes est un professionnel de l'immobilier dont l'activité consiste à proposer des listes ou des fichiers de logements à louer ou à vendre. Le client, moyennant le versement d'une somme généralement forfaitaire, peut consulter des listes de logements, avec les coordonnées de leurs propriétaires.
Contrairement à un agent immobilier « traditionnel », le marchand de listes n’a aucun rôle d’intermédiaire entre les parties. Une fois la liste vendue, il appartient aux intéressés de prendre directement contact avec le propriétaire pour l’organisation des visites et, le cas échéant, aboutir à la conclusion de la transaction. L’acheteur de liste ne bénéficie d’aucune garantie quant à l’obtention du logement.

## Agence de location dite sans commission
L'activité de marchand de listes remonte à la fin des années 1970 et concerne la location immobilière. Elle consiste à proposer, à des candidats à la location de biens immobiliers, des listes de propriétaires contre une adhésion à ce service, ce qui explique que les marchands de listes ont également été appelés agences de location dites sans commission. 
Ce système s'est développé en France lors de la crise du logement à la fin des années 1970. Le montant des honoraires des agences immobilières étant, à l'époque, à la charge du locataire seul, trouver un logement dans les grandes villes devenant de plus en plus difficile et coûteux, des officines ont été créées pour proposer un service de marchand de listes. La moyenne de l'adhésion demandée était d'environ 80 euros (soit 500 Fr.). 
Dans le courant de l'année 1983, il existait à Paris quelque cinquante de ces agences dont le nom était aussi agences de location dites sans commission. En réalité, la plupart d'entre elles étaient le fait de mêmes personnes qui ont été condamnées pour escroquerie. Des émissions de télévision ont été nombreuses à être proposées par l'Institut national de la consommation, dans le cadre de l'émission D'accord pas d'accord, notamment avec l'association populaire familiale syndicale qui avait réuni sur Paris plus de 500 plaintes de consommateurs abusés.

## Encadrement juridique
Les vendeurs de listes relèvent de la loi no 70-9 du 2 janvier 1970. Ils sont par conséquent soumis à certaines obligations. Ils possèdent une carte professionnelle spécifique portant la mention « marchands de listes », une garantie financière et une assurance responsabilité civile professionnelle. En cas d'infraction, ils peuvent encourir des sanctions pénales.
L’ordonnance du 1er juillet 2004 et la loi du 3 juillet 2004 imposent aux marchands de listes de fournir des coordonnées de propriétaires de logements à louer avant de percevoir des sommes correspondant à l'adhésion à leur système. Cette obligation s'applique que la prestation soit instantanée (contrat prévoyant une seule remise de liste le jour de la signature du contrat) ou successive (contrat prévoyant la remise d'une ou plusieurs listes dans un délai déterminé). Même dans ce dernier cas où le professionnel se donne un délai pour fournir une liste, il ne pourra exiger aucune somme le jour de la signature du contrat d’abonnement. Il devra attendre d’avoir remis une liste de biens à son client. 
À compter du 1er juillet 2014 les « marchands de listes » doivent, conformément à la loi ALUR, bénéficier d’une clause d’exclusivité à durée limitée sur les biens qu’ils proposent. Au-delà de cette durée limitée, le bien ne disparait pas de la liste ou du fichier et le propriétaire est en droit de publier son bien par voie de presse ou le confier à une autre agence. 
La convention qu’ils signent avec leurs clients doit rappeler toutes les obligations qui s’imposent aux professionnels de la loi « Hoguet », son objet, la durée, les caractéristiques du bien immobilier recherché ainsi que les conditions de remboursement de tout ou partie de la somme versée si la prestation n'est pas conforme à celle prévue au contrat.
Les agences de listes sont concernées par le décret no 2015-1090 du 28 août 2015r fixant les règles constituant le code de déontologie qui définit les obligations de probité, de moralité et de loyauté applicables aux professionnels de l'immobilier.

## Critiques
Les marchands de liste sont accusés par les associations de défense des consommateurs de ne pas fournir de réel service, en abusant de la difficulté à trouver un logement dans certaines villes, et notamment en ciblant les étudiants.
Il leur est très souvent reproché de vendre des listes non exclusives, de logements sans autorisation, périmées. La loi, après procès, a obligé des marchands de listes à rembourser leurs clients.